# Candra Wijaya
Candra Wijaya (n. 16 septembrie 1975, Cirebon, Provincia Java de Vest, Indonezia) este un jucător de badminton ce a reprezentat Indonezia, medaliat olimpic. A participat la 1 ediție a Jocurilor Olimpice (2000) în care a câștigat 1 medalie de aur.